# Игра их жизней (фильм, 2002)
Игра их жизней (англ. The Game of Their Lives; кор. 천리마 축구단) — документальный фильм британского режиссёра Дэниела Гордона о выступлении сборной Северной Кореи на чемпионате мира по футболу 1966 года, в частности, о семи её игроках, которые и рассказали о тех событиях.

Только что окончился матч Сев. Корея — Италия. Снимок 1966 г.